# Prandoni
Prandoni è stata un'azienda italiana che produceva - sia in proprio che come terzista - apparati elettronici per registrazione audio, televisori, registratori e giradischi, con sede a Milano e plessi produttivi a Cassano d'Adda e Treviglio. Il suo logo era costituito dal nome prandoni, in caratteri maiuscoli, con la P iniziale in dimensioni maggiori e in negativo all'interno di un quadrato nero. Utilizzò anche vari marchi secondari, quali Trans Continents e Nuclear Radio Corporation.

## Storia

### Gli inizi e gli anni cinquanta
L'azienda nasce nel 1946 da un'idea di Dario Prandoni, inizialmente come un piccolissimo laboratorio di riparazioni e produzioni di componenti altrui, assemblati. Già nel 1948 viene acquistato un fabbricato a Cassano d'Adda, in via Mazzini 13, adibito a stabilimento produttivo, dedito all'assemblaggio di radio, distribuite in tutta Italia, e successivamente ampliato. Nel 1956, a causa dell'aumento di domanda, viene aperto un secondo stabilimento, a Treviglio, in viale Montegrappa 16, poi spostato in via Montello 31, successivamente anch'esso ampliato.
Al contrario di altre aziende, inizialmente Prandoni decide di non pubblicizzare il proprio nome, vendendo i propri prodotti con marchi registrati diversi da quello aziendale, ed inizialmente addirittura concepiti come aziende separate.  Nel 1952 viene registrato, come ditta, il nome Trans Continents; con tale marchio saranno vendute, negli anni 50 e 60, le radio ed i televisori . Si ricorda, fra le radio del decennio,  l'Astra 38, la PD47, il composito radio-giradischi Orion RS45. A metà degli anni 50, con l'inizio delle programmazioni televisive RAI, la Prandoni, che è già attrezzata per la produzione di apparecchi, deposita ulteriori marchi di stile americaneggiante (vistavision, panvision), ed inizia la produzione negli stabilimenti di Cassano.

### Gli anni sessanta
Successivamente, negli anni 60, venne utilizzato anche il marchio Nuclear Radio Corporation. Si ricordano - con tale nome - alcune radio (quali: Nuclear 18, le radio-mobile MEC Series VCF1428, le radio portatili Astra 38, Comet 36, Syrion; le radio palmari quali Galatic 43 e Tryton 51, nonché le Mercury e Cosmos da tavolo). Vengono prodotti anche radiogrammofoni, e continua la produzione di giradischi, registratori audio e televisori. Per questi ultimi viene registrato un terzo marchio: Prince. L'uso di molti nomi per la produzione nazionale e l'esportazione, porta al paradosso di veder venduti identici prodotti con più diversi marchi: è il caso del Nuclear NRC 333, venduto anche come Trans Continents PD 233 e Prandoni PG 433.
Negli anni sessanta, l'Azienda - fra le prime a transistorizzare tutti i propri apparecchi - ha già acquistato gli strumenti e la tecnologia per produrre i televisori a colori. Nel 1967, periodo della sua massima espansione, i punti vendita dell'azienda saranno oltre 5000; una produzione, ricerca e distribuzione che portano l'azienda a vincere il premio Mercurio d'Oro.  Per la produzione dei televisori, viene riservata come azienda separata - ridenominata Prince - quello che era lo stabilimento di Cassano d'Adda.

### Gli anni settanta
Negli anni 70 fu ripreso in maniera massiccia e sistematica - nell'apposizione dei marchi - l'uso del nome Prandoni, sospendendo quello di Nuclear Radio COrporation e Trans Continents. Radio Modello 85, il giradischi amplificato modello 84, televisore 269-269 S e 258TV ed i giradischi con cambio automatico Stereo-Matic HI-FI 75 sono alcuni dei prodotti del decennio di un'azienda oramai in difficoltà. L'azienda riduce le produzioni a proprio marchio, in un momento storico in cui, da una parte, vengono richiesti prodotti di design e, dall'altra, i prodotti orientali invadono il mercato europeo a prezzi concorrenziali. Nel corso del decennio, ed ancora all'inizio degli anni ottanta, la Prandoni attraversa una grave crisi - alla quale può far fronte grazie alla propria attività di costruzione ed assemblaggio di apparati conto terzi (per molte aziende straniere, fra le quali la ITT). Nel 1980 la perdita è di 350 milioni, e un investimento in ricerca e nuove linee pari a 3 miliardi porta ad un utile, nel 1981, di 29 milioni.

### Gli anni ottanta e la chiusura
Nel corso del decennio, l'attività in proprio viene ridotta, così da diminuire drasticamente la produzione di TV e radio a proprio nome - mercato destinato comunque per l'80% circa all'esportazione - proseguendo quella come terzista, e favorendo l'entrata all'interno della proprietà di soci esterni alla famiglia. 
All'inizio degli anni novanta avviene la cessione vera e propria: la Prandoni viene venduta alla francese Thomson SA, che dismette tutti i marchi - oramai in affanno - utilizzando solo le sedi produttive. Gli stabilimenti di Treviglio e di Cassano d'Adda vengono però successivamente chiusi, ed in seguito rispettivamente abbattuti per far spazio rispettivamente ad edifici commerciali e ristrutturati quali abitazioni.